# Lo scudo
Lo scudo (Ἀσπίς, Aspis) è il titolo di una commedia dell'autore greco Menandro, scritta nel III secolo a.C. L'opera è giunta oggi mutila di gran parte della seconda metà.

## Trama
Secondo Davo, il guerriero Cleostrato è morto in battaglia in Asia Minore. Egli si è invece salvato da un agguato dei barbari nell'accampamento greco, perché il suo padrone lo aveva allontanato col bottino e le ricchezze accumulate durante i saccheggi dei greci, affinché lo ponesse in salvo.
Racconta Davo che dopo l'assedio, egli era tornato sul campo di battaglia e tra i cadaveri aveva scoperto Cleostrato. Il riconoscimento era stato possibile solo grazie al ritrovamento del suo scudo danneggiato gravemente, perché il corpo era tutto carbonizzato, bruciato dagli assalitori dopo la carneficina.
Smicrine è disperato alla notizia e corre subito dai familiari con Davo per recare la triste notizia. Usciti di scena, entra silenziosamente la Sorte stessa personificata e spiega al pubblico l'enorme equivoco: infatti Davo aveva scambiato il cadavere di Cleostrato con quello di un altro combattente che, nella confusione dello scontro, aveva preso lo scudo di Cleostrato. Appunto la dea spiega che in quel preciso momento Cleostrato sta tornando nella città.
Intanto Smicrine ha dato la notizia ai familiari, ma in realtà l'animo dell'uomo è tutt'altro che infelice per la perdita del nipote. Avidissimo e crudele, Smicrine vuole infatti approfittare della morte di Cleostrato per appropriarsi del bottino del soldato che ora spetta alla sorella del defunto, da questi affidata prima di partire a un altro zio, il ricco e generoso Cherestrato. Così subito si fa avanti per sposarla, nonostante lei sia più giovane di molti anni: la legge ateniese - che prescrive che una ragazza rimasta senza congiunti maschi vada in sposa al parente più prossimo - glielo consente. L'avido vecchio cerca l'aiuto di Davo per compiere la sua opera, affermando di esser stato estromesso quando Cleostrato aveva promesso la nipote a Cherea, figlio di primo letto di sua moglie, ma Davo si tira indietro, adducendo come pretesto il fatto di essere ignorante in materia. In realtà Davo ha in mente un piano per soccorrere Cherestrato che, di fronte alle pretese di Smicrine, è precipitato nello sconforto. Il piano di Davo è questo: per distogliere Smicrine dall'idea delle nozze con la sorella di Cleostrato, Cherestrato  - che è molto ricco - deve fingersi morto, in modo che sua figlia diventi l'erede di un patrimonio ben più consistente del bottino di guerra di Cleostrato, attirando su di sé l'attenzione del vecchio avido. Per dare maggior valore alla messinscena, arriva anche un (falso) medico, che diagnostica l'imminente morte di Cherestrato.
Qui, purtroppo, il papiro presenta una lacuna, dopo la quale si assiste al ritorno di Cleostrato. La commedia si conclude con doppie nozze: quelle di Cherea con la sorella di Cleostrato, e quelle di quest'ultimo con la figlia di Cherestrato. L'avido Smicrine rimane così a bocca asciutta.

## Commento
Una figura simbolicamente importante è quella del servo Davo, un uomo generoso e nobile malgrado il suo status e la sua origine barbara (Davo è uno schiavo frigio). Tuttavia egli è caratterizzato da onestà intellettuale e generosità, tanto che non si distingue dai suoi interlocutori, che pure sono uomini della buona società ateniese. Proprio alla figura di Davo si deve la creazione dell'intreccio che porterà allo smascheramento del malvagio.